# Памятник В. И. Образцову (Орёл)
Памятник Василию Ивановичу Образцову — бюст героя-разведчика, водрузившего Победное Красное знамя на доме № 5 площади Мира в день освобождения города Орла от немецко-фашистских оккупантов.

## Описание
5 августа 1943 года, в день освобождения города, разведчики 1262-го стрелкового полка 380-й стрелковой дивизии Василий Образцов и Иван Санько водрузили Победное Красное знамя на доме № 11 по улице Московской (ныне дом № 5 на площади Мира). С инициативой увековечивания памяти героев выступила общественная организация «Общественный союз Орловской области». Василий Образцов ушёл на фронт добровольцем. За освобождение Орла был награждён орденом Красной Звезды. 
4 августа 2018 года в Орле накануне дня города на бульваре Победы состоялось открытие памятника В. И. Образцову. Напротив установлен памятник боевому товарищу — Ивану Санько. Бюсты установлены неподалёку от памятника генералу Александру Горбатову — командующему 3-й армией, в которой служили разведчики. Автор скульптурного изображения — московский ваятель Андрей Следков.
В апреле 1990 года решением Орловского городского Совета народных депутатов Василию Ивановичу Образцову было присвоено звание «Почётный гражданин города Орла». 